# Giuseppe Mazzuoli (Bildhauer)
Giuseppe Mazzuoli (* 5. Januar 1644 in Volterra; † 7. März 1725 in Rom) war ein italienischer Bildhauer.

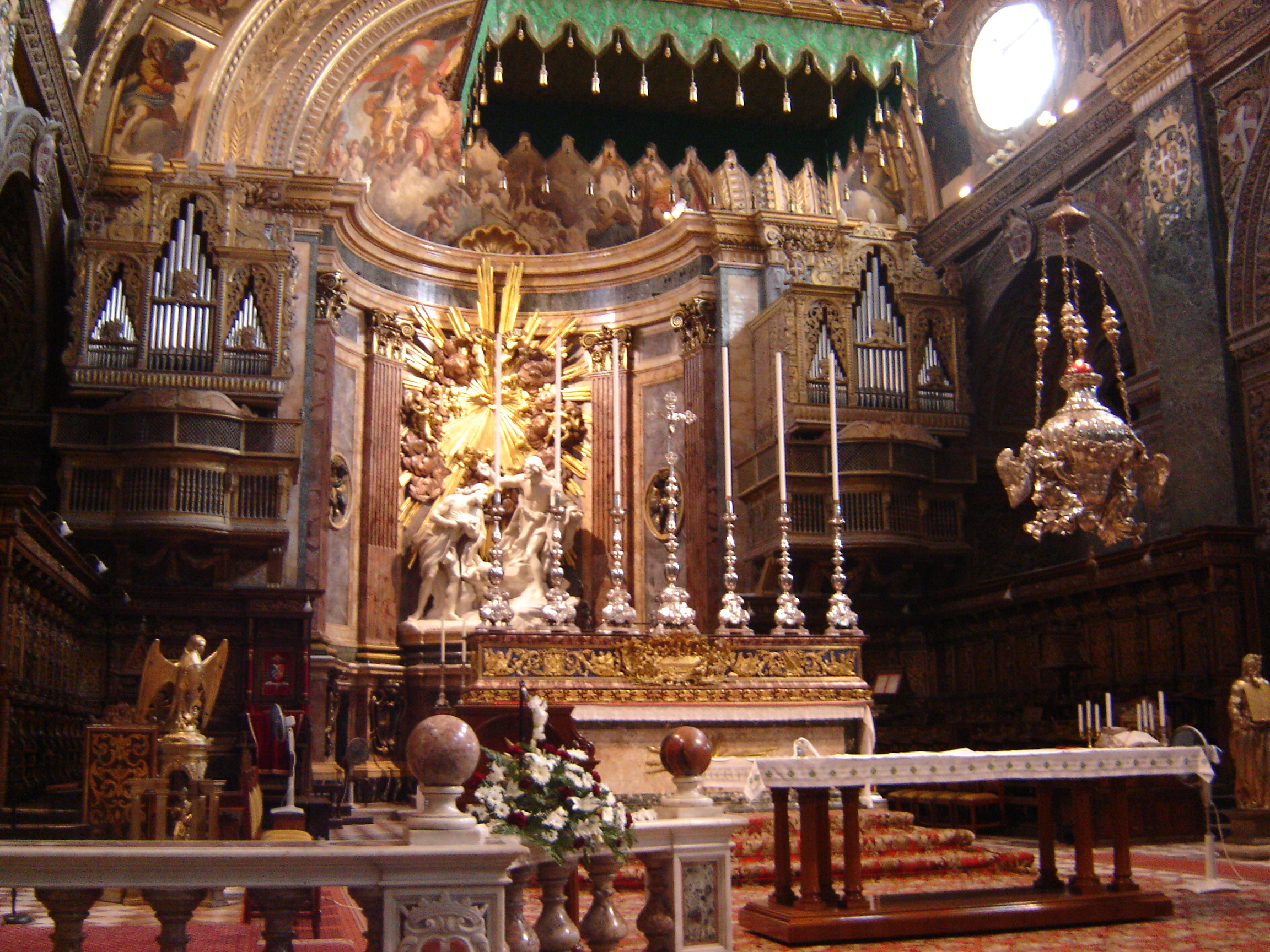
Taufe Jesu, St. John’s Co-Cathedral, Valletta.

## Leben

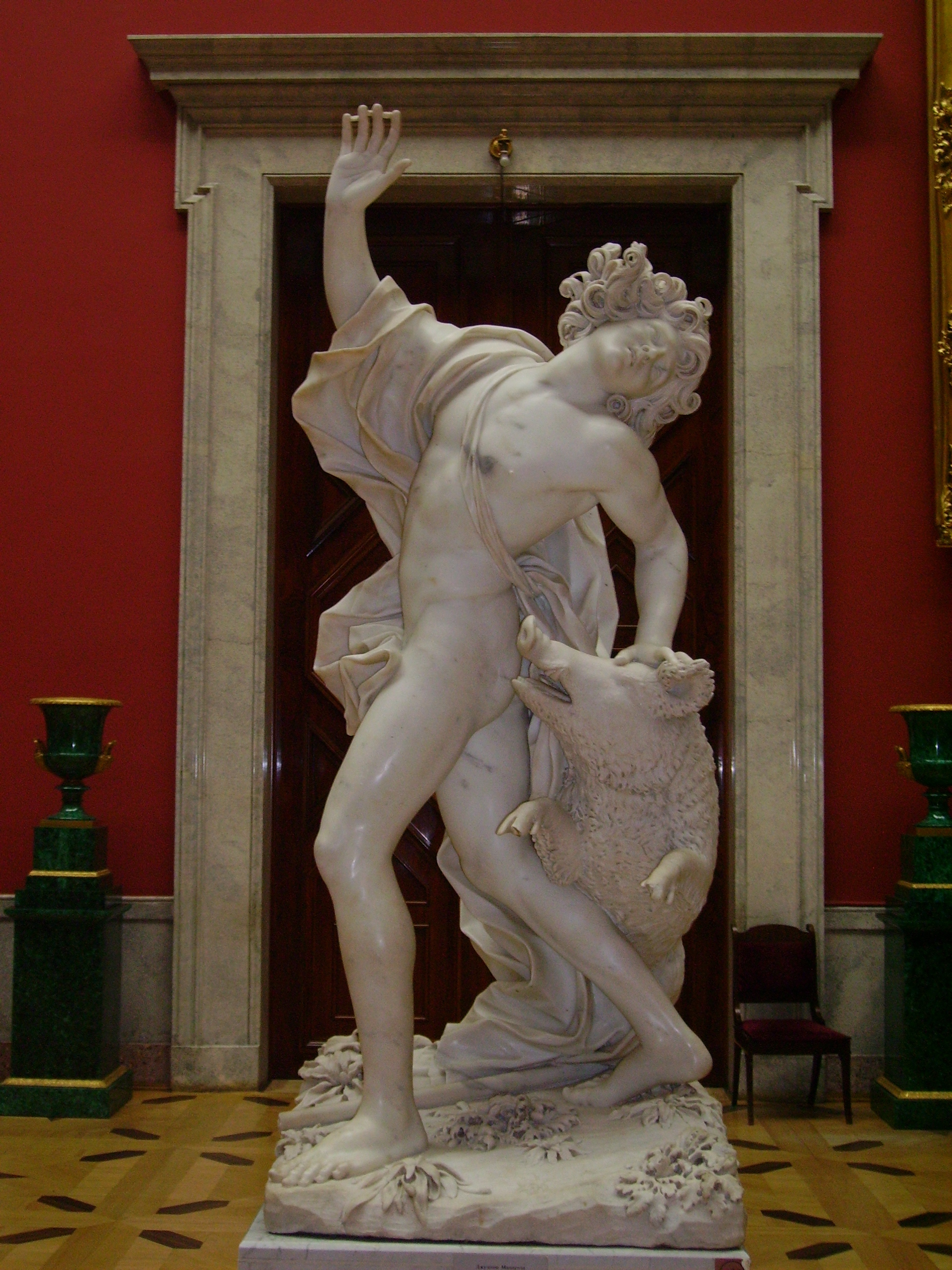
Tod des Adonis, Eremitage, Sankt Petersburg.

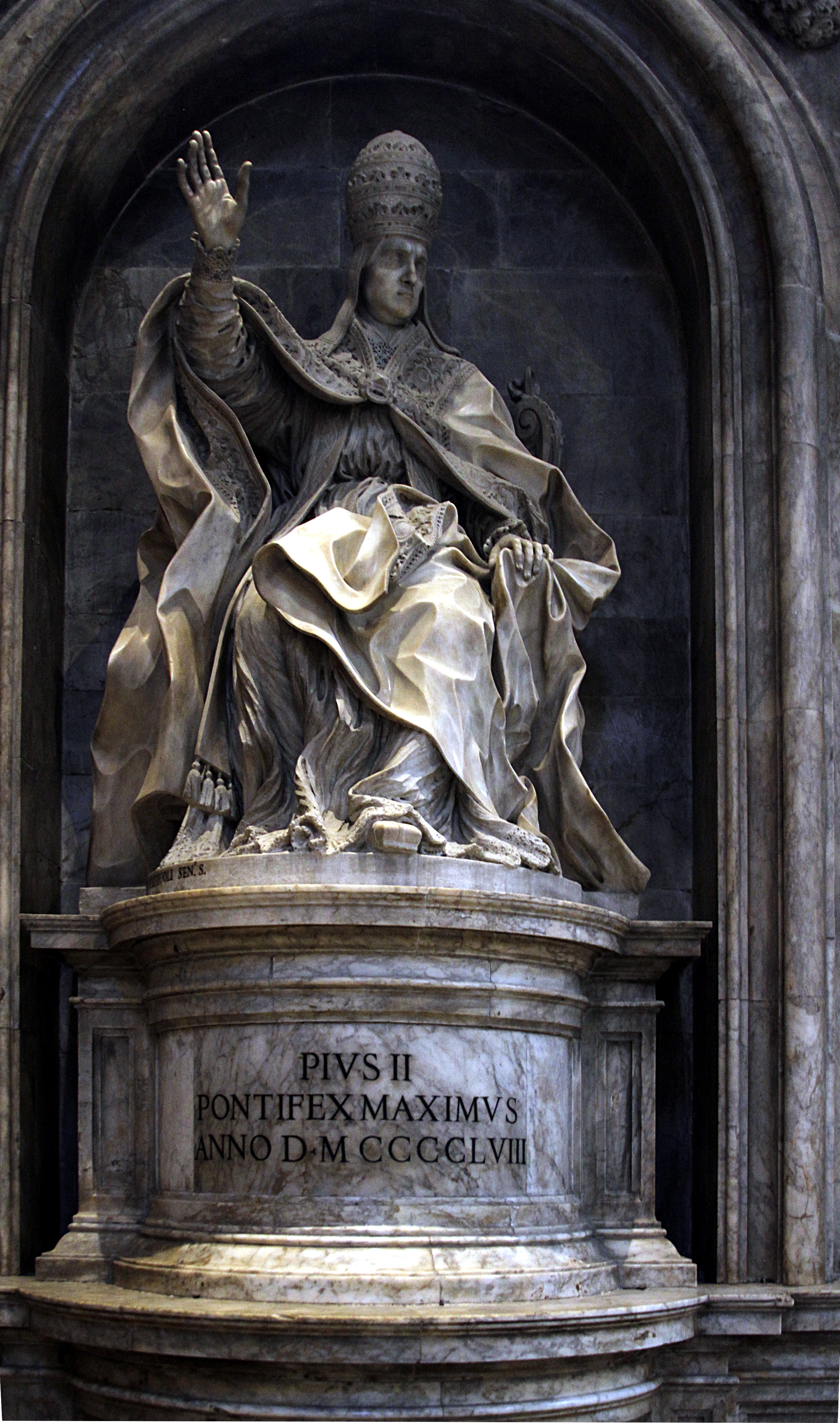
Papst Pius II, Santa Maria Assunta, Siena.

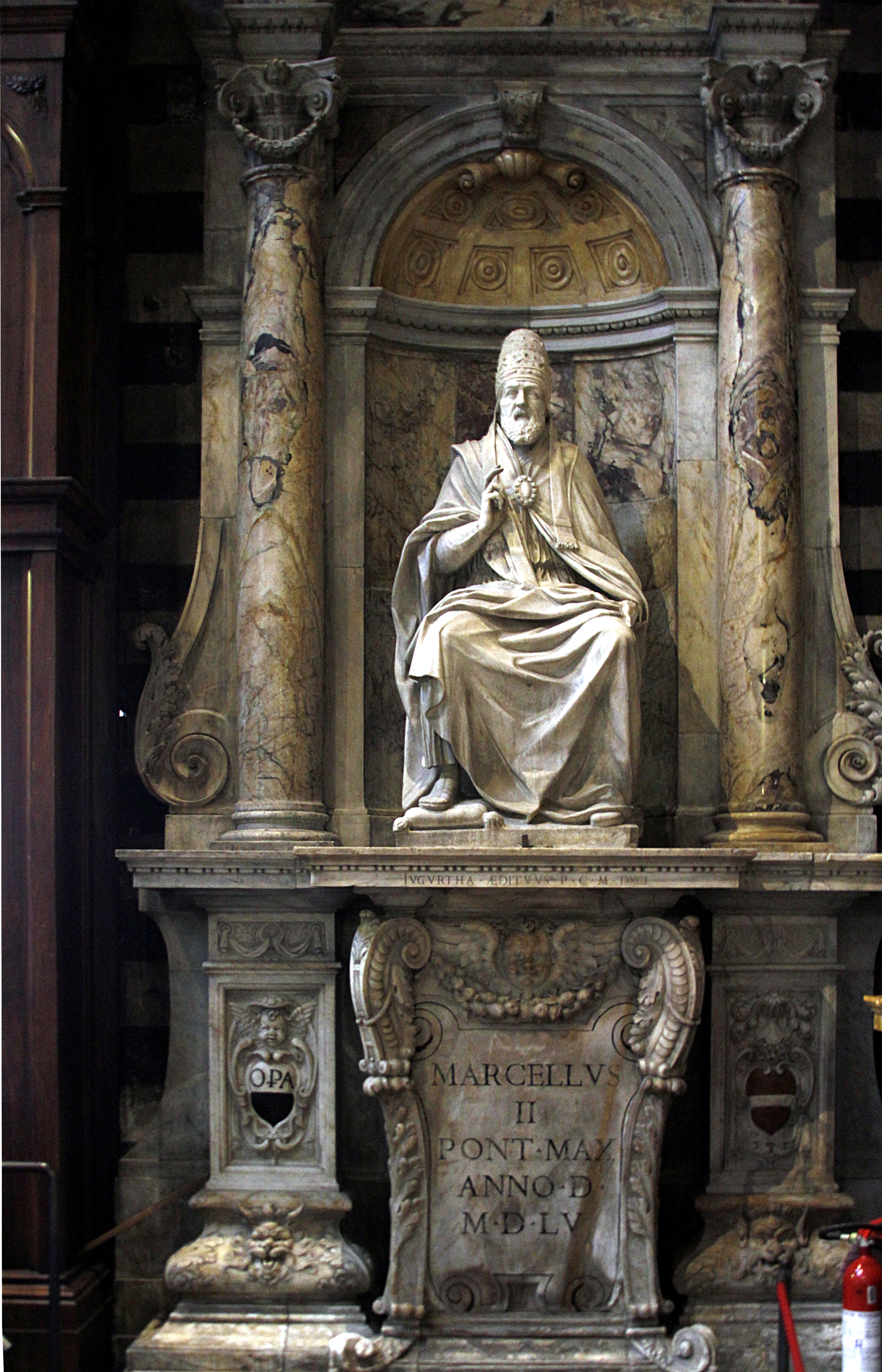
Papst Marcellus II., Santa Maria Assunta, Siena.

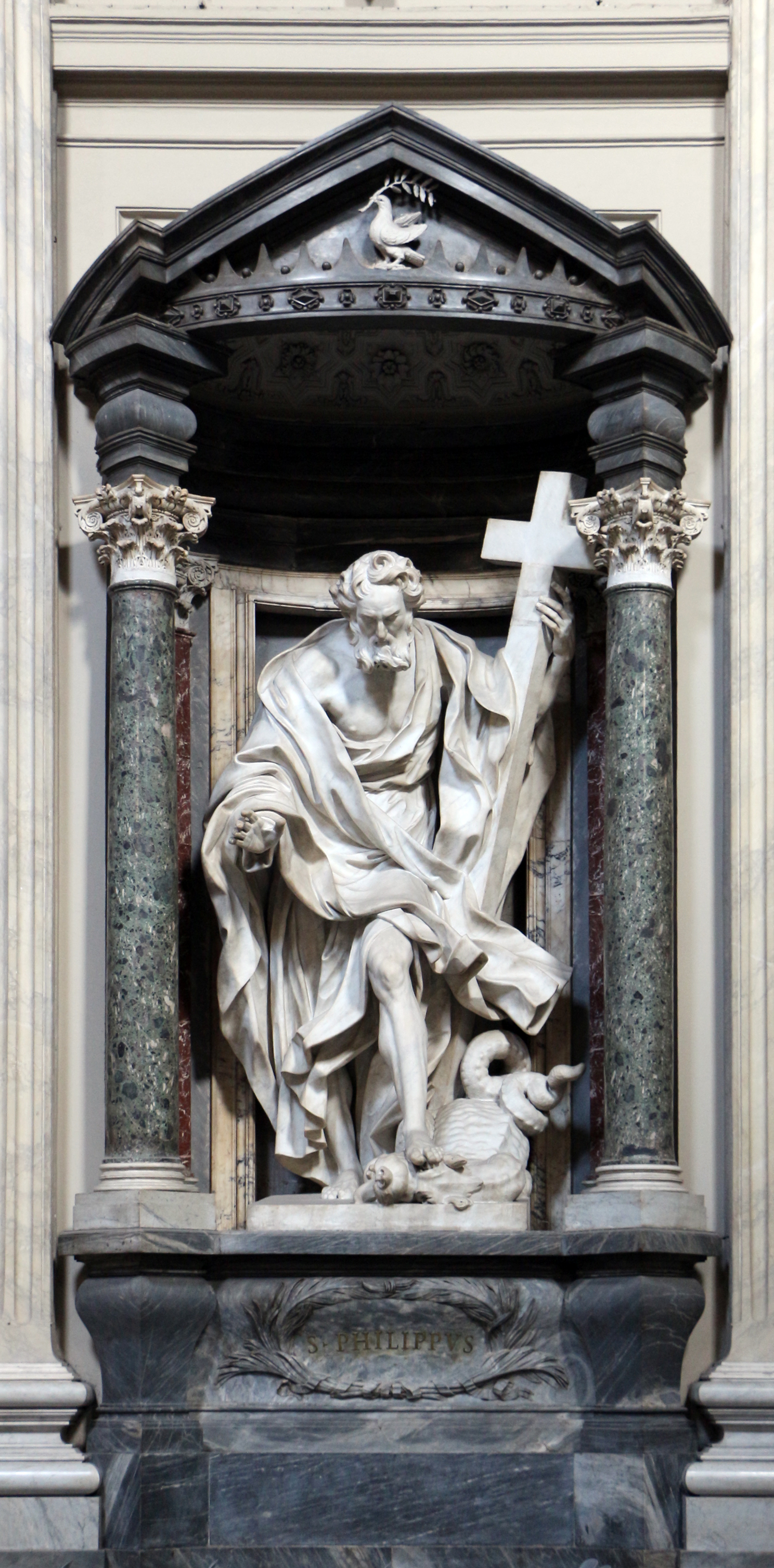
Heiliger Philippus, Basilica di San Giovanni in Laterano, Rom.

Mazzuoli wurde in Volterra als Sohn einer Künstlerfamilie geboren und in Siena ausgebildet, teilweise als Schüler seines Bruders Giovanni Antonio, verbrachte aber den größten Teil seines Arbeitslebens in Rom. Dort heuerte er bei Ercole Ferrata ein, der ihn an seinen besten Schüler Melchiorre Cafà weitervermittelte, der oft mit Ferrata zusammenarbeitete. Wie Ferrata wurde Mazzuoli häufig von Gian Lorenzo Bernini zur Mitarbeit an großen Aufträgen herangezogen. Unter anderem assistierte er diesem am Grabmal für Papst Alexander VII. (1672–78) im Petersdom in Rom.
Als Papst Clemens XI. und Kardinal Benedetto Pamphili Ende 1702 ihren großen Plan bekannt gaben, zwölf überlebensgroße Skulpturen der Apostel in den Nischen des Kirchenschiffs der Lateranbasilika zu errichten, wurde das Projekt unter den führenden Bildhauern Roms kommissioniert: Jede Statue sollte von einem Adligen gesponsert werden, und Mazzuoli erhielt die Statue des Heiligen Phillipus, die vom Bischof von Würzburg finanziert und 1711 fertiggestellt wurde. Wie die meisten Bildhauer erhielt Mazzuoli eine Skizze von Clemens’ Lieblingsmaler Carlo Maratta, nach der er arbeiten sollte.
Mazzuoli führte einige bedeutende Aufträge für den Malteserorden aus, vor allem den Hauptaltar der St. John’s Co-Kathedrale in Valletta, der 1703 fertiggestellt wurde. Dort schuf er eine Marmorgruppe der Taufe Christi, die einerseits von den nicht dokumentierten und aufgegebenen Entwürfen Cafàs aus dem Jahr 1666 beeinflusst sein könnte und andererseits vielleicht eine kleine Taufgruppe von Alessandro Algardi kopiert. In derselben Kirche schuf er in seinen späteren Jahren allegorische Figuren für das Grabmal von Ramon Perellos y Roccaful (gest. 1720), Großmeister des Malteserordens.
Unter den bedeutendsten Interpreten des Barock in Siena zeigte er in den späteren Werken einen stärker ausgeprägte bemerkenswerte Neigung zum Neoklassizismus, die zum Teil von seinem Neffen Bartolomeo, dem Sohn von Giovanni Antonio, aufgegriffen wurde.
Sein Sohn, ebenfalls Bildhauer, wird allgemein als „Giuseppe Mazzuoli der Jüngere“ bezeichnet.

## Werke
- 1667, Toter Christus, Marmor in der Kirche Santa Caterina a Magnanapoli in Rom.
- 1671, Toter Christus, Marmor in Santa Maria della Scala, Siena.
- 17. Jahrhundert, Auferstandener Christus und Anbetende Engel, Marmor-Flachrelief, Werk in Sant’Agostino, Siena.
- 1673–1675, Carità, Marmorarbeit mit Allegorie, dekorative Arbeit des Grabes von Papst Alexander VII., Petersdom in Rom[2].
- 1675–1676, Marmor-Büste mit der Darstellung des Kardinals Giulio Gabrielli, im Museum Palazzo Braschi, Rom.
- 1675–1685, Heiliger Josef, eine Marmorarbeit im David Owsley Museum of Art, Ball State University in Muncie.
- 1677, Herkules und Statueninszenierung, Marmorarbeit in der Villa Chigi, Rom.
- 1677–1679, Johannes der Täufer und Johannes der Evangelist, Marmorarbeit auf dem Hauptaltar der  Santissimi Nomi di Gesù e Maria in Via Lata, Rom[3].
- ca. 1678, Statue, Marmor mit der Darstellung des Thomas von Villanova in der Kirche San Martino, Siena.
- 1678, Unbefleckte Empfängnis, Marmorstatue auf dem Ziborium und Engel, hergestellt in Zusammenarbeit mit den Brüdern Francesco, Giovanni Antonio und Agostino Mazzuoli, in der Kirche San Martino, Siena.[4]
- 1680, Marmorbüste, Darstellung von Fausto Poli und Gaudenzio Poli, in der Sakristei von San Crisogono in Trastevere, Rom[5].
- 1681, Apostel, Marmorstatue in der Santa Maria Assunta, Siena[6].
- 1681, Philippus, Matthäus und Apostel, Marmorarbeit für den Dom von Siena, übertragen und aufbewahrt in der Oratorianerkirche, South Kensington, London.
  - Christus und die Jungfrau Maria sind verloren gegangen und wurden durch ein Terracotta-Modell ersetzt.[7]
- 1684, Clemenza, Allegorische Marmorfigur für das Grab von Papst Clemens X., Petersdom, Rom[8].
- 1694, Marmorbüste von Giovanni und Urania Sansedoni, Cappella del Beato Ambrogio im Palazzo Sansedoni, Siena[9].
- 1694, Marmorstatuen der Jungfrau Maria, Johannes der Täufer, Johannes der Evangelist und Cosimo III, Cappella del Beato Ambrogio im Palazzo Sansedoni, Siena[9].
- 1694, Flachrelief in Stuck für die Kirche Santa Petronilla, Werk im Dom von Siena[10].
- 1695, Pius II Marmor, im Dom von Siena.[10]
- 1700, Erziehung der Jungfrau, Marmor im Cleveland Museum of Art[11].
- 1700–1703, Taufe Christi, Marmor, auf dem Hauptaltar von St. John’s Co-Cathedral, Valletta.
- 1700, Innozenz XII., Marmorbüste in einer Nische im Chor der Santa Cecilia in Trastevere, Rom[12].
- 1703, Clemenz XI., Marmorbüste in einer Nische in der Apsis der  Santa Cecilia in Trastevere, Rom.
- 1703–1712, Heiliger Philippus, Marmorstatue in der Lateranbasilika, Rom[13].
  - Eine verkleinerte Kopie, die wahrscheinlich für den Bischof von Würzburg angefertigt wurde, der die Lateran-Skulptur finanziert hat, befindet sich im Germanischen Nationalmuseum in Nürnberg[14].
- 1705–1715, Nereide, Marmorstatue identifiziert als Thetis, Zugeschrieben, Werk in der National Gallery of Art, Washington, D.C.
- 1709, Tod des Adonis, Marmor in der Eremitage, Sankt Petersburg.
- 1710–1715, Triumph der Nächstenliebe über den Geiz, Marmor in der Eremitage, Sankt Petersburg.
  - Eine Bronzekopie befindet sich im Harvard Art Museums, Harvard University.
- 1710–1725, Diana und Endimione, Marmor im Detroit Institute of Arts.
- 1713, Tod der Cleopatra, Marmor im Philadelphia Museum of Art, Philadelphia.
- 1713–1714, Tugend, Büsten in Marmormedaillons in der Rospigliosi Pallavicini-Kapelle der Kirche San Francesco a Ripa, Rom[15][16].
- 1713, Tod der Cleopatra in der Pinacoteca Nazionale di Siena
  - 1723, eine Marmorversion der Gruppe befindet sich im Kolonialkrankenhaus von Lissabon[17]
  - 18. Jahrhundert ein Terracottamodell befindet sich im Philadelphia Museum of Art[18]
- ca. 1720, Allegorie, Marmor zur Dekoration des Mausoleums von Ramon Perellos y Roccaful, in der St. John’s Co-Cathedral, Valletta.
  - 1720, Caritas, das Modell der allegorischen Figur befindet sich im Louvre, Paris.
- ca. 1722, Cenotafio, Marmorverzierungen und Dekorationen des Denkmals von Großmeister Marc’Antonio Zondadari, im Dom von Siena[19].
- ca. 1722, Pietà, Marmorgruppe unter dem Tisch eines kleinen Altars der Piccolomini-Bibliothek im Dom von Siena[20].
- 1723, Caritas, Marmor in der Kapelle des Palazzo del Monte di Pietà, Rom[21].
- 1724–1725 Büste von Papst Benedikt XIII., Santa Maria sopra Minerva und Museo di Palazzo Venezia[22]
- 18. Jahrhundert, Engel, Zugeschrieben, Marmor in der Kirche Santa Maria in Campitelli, Rom[23].
- 18. Jahrhundert, Heilige Cäcilia in den Flammen und Martyrium der Heiligen Emerenziana, Marmor, Altäre in der Kirche Sant’Agnese in Agone, Rom.
- Eine Reihe von Terrakotta-Modellen, die sich in der Obhut der Erben befanden, wurden 1767 von Giuseppe Maria Mazzuoli dem Istituto di Belle Arti von Siena geschenkt[24].